# Zappert Point
Der Zappert Point ist eine Landspitze an der Ingrid-Christensen-Küste des ostantarktischen Prinzessin-Elisabeth-Lands. In den Vestfoldbergen liegt sie am südwestlichen Ende der Langnes-Halbinsel. In direkter Nachbarschaft befindet sich eine große Brutkolonie von Adeliepinguinen.
Das Antarctic Names Committee of Australia benannte sie 1973 nach Michael D. Zappert, Funküberwacher auf der Davis-Station im antarktischen Winter des Jahres 1970.